# Selección negativa (política)
La selección negativa es un proceso político que se produce especialmente en jerarquías rígidas, especialmente dictaduras, pero también en grados menores en entornos tales como las corporaciones o la política electoral.
La persona en la parte superior de la jerarquía, que desea permanecer en el poder para siempre, elige a sus asociados con el criterio principal de la incompetencia: no deben ser lo suficientemente competentes como para sacarlo del poder. Dado que los subordinados a menudo imitan a su líder, estos asociados hacen lo mismo con los que están debajo de ellos en la jerarquía, y la jerarquía se llena progresivamente con más y más personas incompetentes.
Si el dictador ve que, no obstante, está amenazado, eliminará aquellos que lo amenazan de sus puestos: "purgar" la jerarquía. Las posiciones vacías en la jerarquía normalmente están llenas de gente de abajo, aquellos que eran menos competentes que sus maestros anteriores. Entonces, en el transcurso del tiempo, la jerarquía se vuelve cada vez menos efectiva. Una vez que el dictador muere, o es eliminado por alguna influencia externa, lo que queda es una jerarquía muy ineficaz.
En una famosa anécdota de las Historias de Heródoto, un mensajero de Periandro le pide consejo a Trasíbulo sobre cómo gobernar. Trasíbulo, en lugar de responder, lleva al mensajero a dar un paseo por un campo de trigo, donde procede a cortar todas las mejores y más altas espigas de trigo. El mensaje, correctamente interpretado por Periandro, era que un gobernante sabio se adelantaría a los desafíos a su gobierno "eliminando" a esos hombres prominentes que podrían ser lo suficientemente poderosos como para desafiarlo.

## Historia
En sus memorias, Albert Speer, una vez el segundo funcionario de mayor rango en el Tercer Reich y un confidente de Hitler, usó las palabras "selección negativa" en su descripción de la corte de Hitler, discutiendo extensamente la ignorancia e incompetencia de los subordinados más cercanos de Hitler. Más adelante en la Segunda Guerra Mundial, más comandantes militares, incluso aquellos que tuvieron éxito en el campo de batalla (por ejemplo, el mariscal de campo Rommel), fueron reemplazados por leales a los nazis; Con el aumento de los desafíos, la competencia se volvió menos importante que la lealtad personal al Führer. Durante los juicios de Nuremberg, uno de los principales partidarios de los nazis, el ministro de Relaciones Exteriores Ribbentrop, dio ejemplos tanto de su indiscutible lealtad (afirmó que todavía estaba ansioso por cumplir las órdenes de Hitler) como de su estupidez.
En tiempos más recientes, un dictador que aparentemente valoraba la lealtad más que incluso la educación básica fue Pol Pot, el líder del movimiento Khmer Rouge en Camboya. Al tomar el poder en 1975, intentó ejecutar a todos los servidores públicos, maestros y cualquier persona con una educación superior o que fuera servidor público o maestro (Kiernan 2004). El régimen de Pol Pot duró tres años y le costó a Camboya más de 1,7 millones de vidas, más de una quinta parte de la población total.
Dos milenios de los Romanos, Salazar de Portugal y Hitler de Alemania, Stalin de la Rusia soviética y Pol Pot de Camboya, Mobutu de Zaire y Hussein de Irak, Ceausescu de Rumania y Niyazov de Turkmenistán podrían haber exhibido caminos de vida y hábitos individuales considerablemente diferentes si se tomaran individualmente. Sin embargo, además de ser manipuladores políticos excepcionales, eran sorprendentemente similares en la organización de sus funcionarios y amplios regímenes.

## Causas
Las causas de la selección negativa son diferentes, generalmente ocurre en sistemas rígidos, por ejemplo, era común en la antigua República Federativa Socialista de Yugoslavia, donde la elegibilidad, eufemísticamente llamada "criterio político", era más importante que la capacidad o profesionalismo:

Cuanto más destaquen los criterios políticos y cuanto más activos sean estos criterios en el mecanismo de personal, la profesionalidad juega un papel menor.
J. Jerovšek, V. Rus, J. Županov, "Crisis, bloqueos y perspectivas", 1986

Las causas de la selección negativa en instituciones financiadas o cofinanciadas por el estado pueden tener una causa más prosaica, la salida de personal de calidad donde los salarios son más altos, en la economía o en el extranjero:

La mala situación financiera de las instituciones científicas y educativas tiene un efecto desincentivo sobre la afluencia de personal de calidad. Por lo tanto, el llamado selección negativa
V. Srića, I. Družić, "De la crisis a la visión: bocetos para una utopía tecnológica yugoslava", 1988.